# Heiterkeit
Heiterkeit bezeichnet eine frohgemute, aufgeräumte, aufgelockerte Stimmung. Im Mittelhochdeutschen bedeutete Heiterkeit Klarheit. Das Antonym (Gegenbegriff) ist Schwermut.
Im Buddhismus wird Heiterkeit als ein Merkmal der Erleuchtung gesehen. Sie ist eine Folge des gelösten über den Dingen Stehens aus vollständiger Einsicht.
In der Parlamentsstenografie Deutschlands, Österreichs und anderer Staaten wird Heiterkeit als atmosphärische Äußerung der Zuhörer protokollarisch festgehalten.
Das Adjektiv heiter wird in der Meteorologie zur Beschreibung eines Bewölkungsgrades von 2/8 benutzt.